# Cala Iris
Cala Iris (en árabe: كالا إيريس‎) es una localidad marroquí perteneciente al municipio de Beni Bu Frah, en la región de Tánger-Tetuán-Alhucemas. Desde 1912 hasta 1956 perteneció a la zona norte del Protectorado español de Marruecos.

## Geografía
La localidad se sitúa a unos 60 km al oeste de Alhucemas y a unos 5 km al este de Torres de Alcalá. Además, está enclavada entre las montañas del Rif y acantilados de la zona, y frente a esta se encuentra una isla.

## Infraestructura
Posee un pequeño puerto financiado por Japón.

## Turismo
La playa de Cala Iris junto con la de Torres de Alcalá se transforman durante los meses de verano y soportan un flujo importante de turismo nacional.

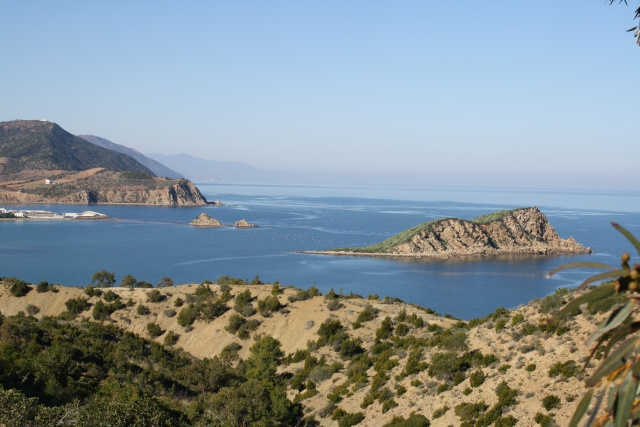
Cala Iris